# Grand Theft Auto VI
Grand Theft Auto VI là trò chơi điện tử sắp ra mắt thuộc thể loại phiêu lưu hành động do Rockstar Games phát triển. Đây là phần thứ tám của dòng trò chơi Grand Theft Auto sau Grand Theft Auto V (2013) và là phần thứ mười sáu trong cả dòng trò chơi. Trò chơi được đặt trong một thế giới mở, lấy bối cảnh ở Leonida, một tiểu bang hư cấu được lấy cảm hứng dựa trên tiểu bang Florida của Hoa Kỳ cùng với thành phố Vice City (được lấy cảm hứng từ thành phố Miami). Câu chuyện sẽ xoay quanh bộ đôi tội phạm Jason Duval và Lucia Caminos.
Sau nhiều năm suy đoán, Rockstar xác nhận trò chơi đang được phát triển vào tháng 2 năm 2022. Tháng 9 cùng năm, các đoạn phim từ nhiều phiên bản chưa hoàn thiện đã bị rò rỉ trực tuyến, được coi là một trong những vụ rò rỉ lớn nhất trong lịch sử ngành công nghiệp trò chơi điện tử. Trò chơi chính thức được công bố thông qua trailer giới thiệu vào ngày 5 tháng 12 năm 2023 và dự kiến phát hành vào ngày 26 tháng 5 năm 2026 dành cho hai hệ máy console là PlayStation 5 và Xbox Series X/S.

## Bối cảnh và nhân vật
Grand Theft Auto VI lấy bối cảnh tại tiểu bang hư cấu Leonida của Hoa Kỳ được xây dựng dựa trên tiểu bang Florida, trong đó có thành phố Vice City, một phiên bản hư cấu của Miami. Vice City từng xuất hiện trong Grand Theft Auto (1997) và là bối cảnh chính trong Grand Theft Auto: Vice City (2002) cũng như Grand Theft Auto: Vice City Stories (2006). Thế giới trong game mang tính châm biếm văn hóa đương đại của Mỹ, với những hình ảnh trào phúng về mạng xã hội, văn hóa influencer và các meme trên Internet như "Florida Man". Cốt truyện theo chân một cặp đôi tội phạm: Lucia Caminos, nhân vật nữ chính đầu tiên của loạt game, cùng với người bạn đồng hành của cô, Jason Duval. Ở đoạn giới thiệu đầu tiên, Lucia được mô tả là một tù nhân, sau đó là cảnh cô cùng Jason trốn thoát khỏi sự truy đuổi của cảnh sát.

## Phát triển và phát hành
Sau khi Grand Theft Auto V được phát hành vào năm 2013, chủ tịch lúc bấy giờ của Rockstar North, Leslie Benzies, cho biết công ty đã có "một số ý tưởng" cho phần tiếp theo của loạt game. Vào năm 2018, The Know đã đưa tin rằng một trò chơi có tên mã là Project Americas sẽ lấy bối cảnh chủ yếu ở Vice City và một phần ở Nam Mỹ với nhân vật chính là nữ. Vào năm 2020, Jason Schreier của tờ Kotaku đã báo cáo rằng trò chơi "đang được phát triển sớm" vì "một bản phát hành có quy mô vừa phải" sẽ mở rộng theo thời gian, để tránh đi việc phải làm việc quá nhiều đối với các nhà phát triển so với những phiên bản trước. Vào năm 2021, nhà báo Tom Henderson tuyên bố bản đồ của trò chơi có thể phát triển dần dần giống như tựa game Fortnite Battle Royale. Viết cho tờ Bloomberg News vào năm 2022, Schreier đưa tin trò chơi đã được phát triển vào năm 2014 và sẽ có hai nhân vật chính chịu ảnh hưởng từ Bonnie và Clyde, bao gồm một  phụ nữ Latina, đồng thời tuyên bố rằng các nhà phát triển đang thận trọng lật đổ xu hướng đùa cợt về các nhóm người thiệt thòi trong xã hội ở trong dòng game.
Trò chơi này đã trở nên rất được mong đợi trong nhiều năm trước khi được công bố và các nhà báo cũng chỉ ra rằng một số người hâm mộ đã trở nên thất vọng trước sự im lặng của Rockstar Games, đặc biệt là sau khi họ thông báo phát hành lại Grand Theft Auto V vào năm 2020. Một cá nhân đã đề cập đến trò chơi và đã nhận được sự chú ý của giới truyền thông vì đã làm gián đoạn một số chương trình truyền hình và sân khấu trực tiếp. Vào ngày 4 tháng 2 năm 2022, Rockstar xác nhận quá trình phát triển đang "tiến triển tốt". Vào tháng 7, Rockstar thông báo rằng Red Dead Online sẽ không nhận được thêm bản cập nhật lớn nào nữa vì nguồn lực phát triển đã được rút bớt để tập trung vào phát triển trò chơi sắp tới. Các nguồn tin trong ngành cho biết Rockstar đã tái phân bổ nguồn lực sau khi kế hoạch làm lại Grand Theft Auto IV (2008) và Red Dead Redemption (2010) phải tạm dừng do phản ứng dữ dội của người chơi đối với Grand Theft Auto: The Trilogy - The Definitive Edition (2021).

### Quảng bá
Vào tháng 11 năm 2023, chủ tịch của Rockstar Sam Houser thông báo rằng đoạn giới thiệu đầu tiên của tựa game sẽ phát hành vào đầu tháng 12 nhân dịp kỷ niệm 25 năm thành lập công ty. Trong vòng năm giờ, số lượt thích của thông báo này trên X (trước đây là Twitter) đã vượt qua hai bài đăng trước đó về trò chơi này để trở thành bài đăng liên quan đến trò chơi được yêu thích nhất trên nền tảng này, sau đó bài đăng trên bị vượt qua bởi một bài đăng khác của Rockstar thông báo về ngày phát hành đoạn giới thiệu vào ngày 5 tháng 12 cùng năm, trong vòng 24 giờ đầu tiên kể từ khi đăng tải, đoạn giới thiệu đã thu về 1,8 triệu lượt thích. Những nhà phát triển trò chơi khác đã bắt chước hình thức thông báo này để quảng bá đoạn giới thiệu cho tựa game của họ. Vào ngày 4 tháng 12, một đoạn giới thiệu chất lượng thấp đã bị rò rỉ trên X.  Vì sự việc này, Rockstar buộc phải đăng tải đoạn giới thiệu chính thức lên YouTube sớm hơn dự kiến, đoạn giới thiệu trên đã hé lộ tên chính thức của tựa game, nhân vật chính, bối cảnh và thời điểm phát hành vào năm 2025 dành cho PlayStation 5 và Xbox Series X/S, phiên bản dành cho Windows đã không được thông báo.
Đoạn giới thiệu đã phá vỡ kỷ lục về một video YouTube không phải âm nhạc có nhiều lượt xem nhất trong vòng 24 giờ. Trong vòng 12 giờ đầu tiên, đoạn giới thiệu này đã đạt 46 triệu lượt xem, trở thành video thứ ba có nhiều lượt xem nhất trong vòng 24 giờ với 93 triệu lượt và đã vượt qua lượng người xem theo thời gian thực của đoạn giới thiệu cho tựa game trước đó là Grand Theft Auto V (2011) với 101 triệu lượt trong vòng hai ngày. Bài hát được sử dụng trong đoạn giới thiệu, "Love Is a Long Road" của Tom Petty đã chứng kiến số lượt phát trực tuyến trên Spotify tăng gần 37.000%, với gần 250.000 lượt tìm kiếm trên Shazam và xếp thứ hai trên bảng xếp hạng iTunes trên toàn thế giới. Sau này, đã có nhiều phiên bản làm lại do người hâm mộ tạo ra như tái tạo lại đoạn giới thiệu gốc trong một trò chơi điện tử khác, dưới dạng một đoạn phim hoạt hình được làm bằng lego hay như một bản chuyển thể live-action do đội đua Hyundai World Rally thực hiện.

### Vụ rò rỉ tháng 9 năm 2022
Vào ngày 18 tháng 9 năm 2022, một người dùng được biết đến với biệt danh "teapotuberhacker" đã xuất bản 90 video lên trang web GTAForums chiếu 50 phút cảnh quay của trò chơi đang trong quá trình phát triển. Schreier đã xác nhận với các nguồn tin tại Rockstar rằng đoạn phim này là thật và The Guardian cho biết nó đã trải qua nhiều giai đoạn phát triển, với một số video cách đây khoảng một năm. Các đoạn phim rò rỉ cho thấy bối cảnh của một Vice City thời hiện đại, trong đó có những đoạn phim về thử nghiệm chuyển động, hoạt ảnh cùng với lối chơi, bố cục màn chơi và các đoạn hội thoại giữa những nhân vật với nhau. Trong đó có cảnh hai nhân vật chính là Lucia và Jason đang bước vào câu lạc bộ thoát y và thực hiện một vụ cướp tại một quán ăn. Tin tặc tuyên bố chính họ là người đứng sau vụ tấn công mạng nhằm vào Uber trước đó, và họ cũng cho biết rằng họ đã tải về các tệp từ những nhóm Slack nội bộ của Rockstar, đồng thời đe dọa rằng sẽ công bố mã nguồn, tài nguyên và các bản dựng nội bộ của Grand Theft Auto V và VI.